# Mignon mignon
Singles de René la Taupe
Merde
(2009) C'est la rentrée
(2010)
Mignon mignon est une sonnerie téléchargeable et le deuxième single par le personnage publicitaire René la Taupe. La chanson connut un grand succès en France pendant l'année 2010.

## Historique
Cette chanson est un véritable succès, qui réussit pendant plusieurs semaines de juillet 2010 à dépasser dans les charts la chanson Waka Waka de Shakira. Le clip vidéo a été vu plusieurs millions de fois sur YouTube. Le single s'est vendu à plus de 107 000 exemplaires.

## Composition
Le compositeur et producteur du morceau est Christian Büttner, dit TheFatRat et les paroles françaises sont de Séverine Thomazo, directrice marketing de Fox Mobile Group.
La musique de Mignon mignon est une reprise directe de la comptine allemande Drei Chinesen mit dem Kontrabass, très populaire en Allemagne,[source insuffisante].
En 2010, le compositeur quimpérois Serge Gamany affirme que le morceau plagie une de ses chansons, composée en 2000 et intitulée Au parc de Mougins. Il renonce l'année suivante à ses poursuites, estimant la lutte contre la Fox perdue d'avance.

## Classement
| Classement (2010)     | Meilleure position |
| --------------------- | ------------------ |
| France (SNEP)         | 1                  |
| France (Digital SNEP) | 1                  |

## Certification
| Pays          | Certifications | Ventes  |
| ------------- | -------------- | ------- |
| France (SNEP) | Or             | 107 000 |